# Netfone
A Netfone Telecom Távközlési és Szolgáltató Kft. egy 100%-ban magyar tulajdonú távközlési vállalat, saját SIM-kártyát kibocsátó, teljes értékű, országos lefedettséggel bíró magyar mobilszolgáltató. Működése MVNO (mobile virtual network operator) kategóriába tartozik. Saját mobiltorony-hálózattal nem rendelkezik, szolgáltatásainak nyújtása a One és Telekom torony hálózatán valósul meg.
A virtuális mobilszolgáltatók teljes jogú mobilszolgáltatók, amelyek a Nemzeti Média- és Hírközlési Hatóság engedélyével szolgáltatói jogosultságokkal bírnak. A virtuális mobilszolgáltatóknak saját SIM-kártyájuk és operátori logójuk van, amit a mobiltelefon kijelez.

## Hálózati információk
Hálózatkijelölő szám: +3670, +3631 (új hívószám igénylése esetén)
A Netfone operátori kijelzése: NETFONE TELECOM (Telekom hálózaton), NETFONE (One hálózaton)
A Netfone a 4G lefedettséget több frekvencia sávon biztosítja. Ezek a 800, 1800 és 2600 MHz-es sávok. Mindhárom frekvenciasáv esetében a hálózaton elérhető maximális sebesség 300 Mbit/s. A lefedett területeken eltér, hogy mely sávokon érhető el szolgáltatás. Általában a sűrűbben lakott, nagyobb lélekszámú településeket az 1800-as és 2600-as sávval szolgálják ki. A kisebb települések és a települések közötti területek, közutak lefedése a 800-as 4G sávon valósul meg.
- GSM, GPRS, EDGE (900/1800 MHz)
- UMTS, HSDPA, HSUPA (2100 MHz)
- LTE (150/50 Mbit/s) (800/1800/2600 MHz)
- LTE-A (300/50 Mbit/s)

## Története
Az alapító tulajdonosok és munkatársak olyan neves távközlési szolgáltató cégek vezető munkatársai voltak több mint 10 éven át, mint a Pantel, Invitel, Euroweb, Externet, Magyar Telekom. Közös céljuk az volt, hogy Magyarországon is megvalósuljon a már Nyugat-Európában és a világ többi részén is elterjedt, népszerű másodlagos mobilszolgáltatói rendszer. Így a magyarországi fogyasztók is részesüljenek a kitűnő és minőségi szolgáltatásokból, kedvező díjszabásokból és rugalmas, felhasználási szokásokhoz igazodó tarifákhoz.
2025. július 2-án a 4iG Távközlési Holding Zrt. adásvételi megállapodást kötött az országos virtuális mobilszolgáltató Netfone Telecom Távközlési és Szolgáltató Kft. 99 százalékos tulajdonrészének megvásárlásáról. A tranzakció lezárásához még a Gazdasági Versenyhivatal jóváhagyása szükséges.

## Innovatív brandjei
Egyedülálló és innovatív megoldásként van jelen a Netfone két speciális brandje, a Rockmobil és a Pettel, melyek állandó támogatást nyújtanak a hazai kultúrának és állatvédelemnek.

## Saját brandelt SIM-kártya

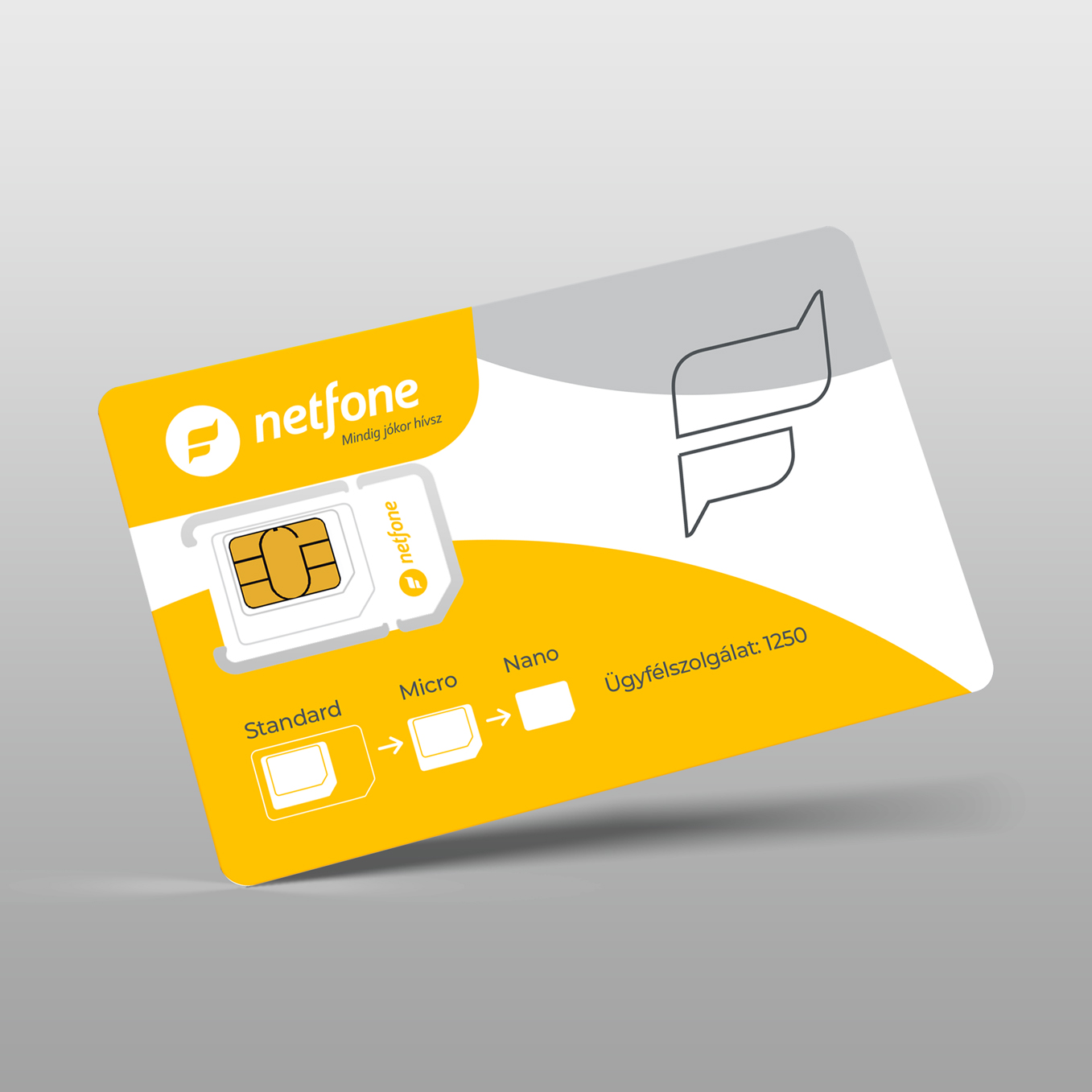
Netfone SIM-kártya – standard/micro/nano

A cég saját arculattal ellátott SIM-kártyákat hoz forgalomba.
A kártyák univerzális méretű chipet tartalmaznak, melynek típusai:
- Standard
- Micro
- Nano

## Mobilháló
A Mobilháló országos személyes franchise hálózata, a Netfone mobilszolgáltatásainak kiemelt értékesítő csapata. A képviselők személyes felkereséssel, későbbi direkt kapcsolattartással segítik az ügyfelek igényeinek kiszolgálását.
A Netfone mozgó személyes képviseletei Magyarország teljes területét lefedik, ld. térkép: https://www.mobilhalo.hu/netfone-szemelyes-ertekesitok

## Netfone pontok
A Netfone célja, hogy a digitális világ fejlődése ellenére is legyenek fizikai (offline) üzletek, mely minden magyarországi lakos számára könnyen elérhetőek legyenek.

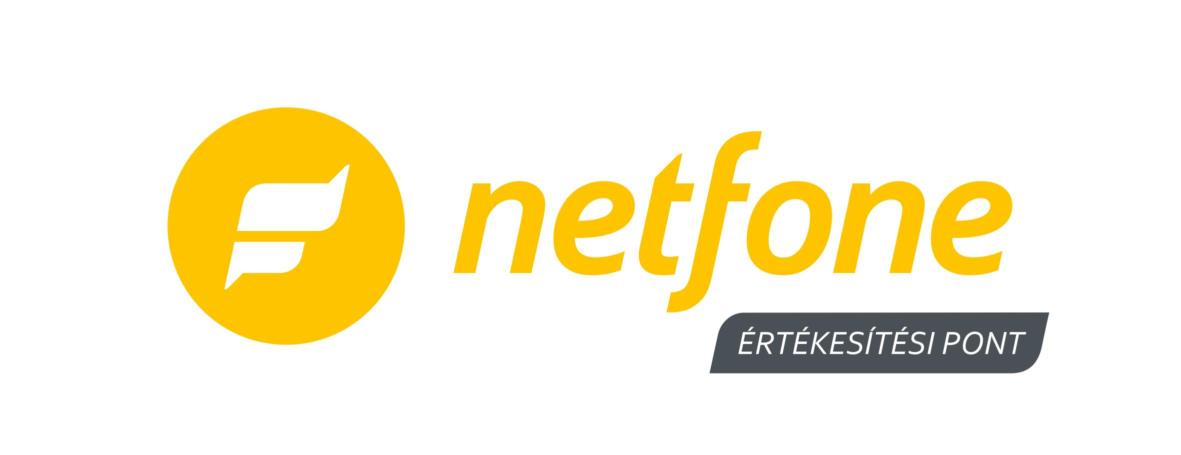
Netfone értékesítési pontok logója

2025. július 2-án 177 üzlete volt országszerte, Budapesten, illetve Baranya Bács-Kiskun, Békés, Borsod-Abaúj-Zemplén, Csongrád-Csanád, Fejér, Győr-Moson-Sopron, Hajdú-Bihar, Heves, Jász-Nagykun-Szolnok, Komárom-Esztergom, Nógrád, Pest, Somogy, Szabolcs-Szatmár-Bereg, Tolna, Vas, Veszprém, Zala vármegyékben.